# Калифорнийска златна треска
Калифорнийската златна треска е период от историята на САЩ, характеризиращ се с истерия за търсене на злато в Северна Калифорния.
Този период се отличава с масова миграция на хора към щата Калифорния, почти само на мъже, искащи бързо да забогатеят. Повечето търсачи обаче намират злато, колкото да покрият всекидневните си разходи.
Треската започва в Сатърс Мил, близо до Колома, на 24 януари 1848 г., когато Джеймс У. Маршал (работещ тогава за Джон Сатър, агроном от Сакраменто) открива буца злато.
Обикновено се приема, че златната треска в Калифорния приключва през 1858 г., когато започва Колорадската златна треска.